# Décès en février 2018
Décès
- 2014
- 2015
- 2016
- 2017
- 2018
- 2019
- 2020
- 2021
- 2022

Pour une information complémentaire, voir la page d'aide.

| Date                | Nom                                  | Activités | Âge      | Source |
| ------------------- | ------------------------------------ | --- | -------- | ------ |
| 1er février         | André Baudry                         | Éditeur et militant du mouvement LGBT français.                                                                          | 95       |        |
| 1er février         | Clifford Bourland                    | Athlète américain, champion aux Jeux olympiques d'été de 1948.                                                           | 97       | (en)   |
| 1er février         | Fidel Castro Díaz-Balart             | Physicien nucléaire cubain.                                                                                              | 68       | (es)   |
| 1er février         | Dennis Edwards                       | Chanteur américain de soul et de R&B.                                                                                    | 74       | (en)   |
| 1er février         | Édouard Ferrand                      | Homme politique français.                                                                                                | 52       |        |
| 1er février         | Sonia Gechtoff                       | Peintre américaine. | 91       | (en)   |
| 1er février         | Germain Grisez                       | Philosophe franco-américain.                                                                                             | 88       | (en)   |
| 1er février         | Barys Kit                            | Physicien biélorusse. | 107      | (be)   |
| 1er février         | Bernard Zitzermann                   | Directeur de la photographie français.                                                                                   | 75       |        |
| 2 février           | Boaz Arad                            | Artiste visuel israélien.                                                                                                | 61       |        |
| 2 février           | Dave Barrett                         | Homme politique canadien.                                                                                                | 87       | (en)   |
| 2 février           | Carlo Brugnami                       | Coureur cycliste italien.                                                                                                | 79       | (it)   |
| 2 février           | Tomás Gutiérrez                      | Basketteur portoricain.                                                                                                  | 77       | (es)   |
| 2 février           | Jon Huntsman, Sr.                    | Homme d'affaires et philanthrope américain.                                                                              | 80       | (en)   |
| 2 février           | Joseph Polchinski                    | Physicien américain. | 63       | (en)   |
| 2 février           | Jean Tapu                            | Chasseur sous-marin polynésien.                                                                                          | 88       |        |
| 2 février           | Leon "Ndugu" Chancler                | Batteur américain de pop, funk et de jazz.                                                                               | 65       | (en)   |
| 2 février           | Sidney Chouraqui                     | Avocat et Résistant français.                                                                                            | 103      |        |
| 2 février           | Jacques Fort                         | Joueur de rugby à XV français.                                                                                           | 80       |        |
| 2 février           | Guy Georges                          | Instituteur et syndicaliste français. Ancien membre de la CNIL et du CESE.                                               | 89       | (fr)   |
| 2 février           | Michael Harner                       | Anthropologue américain.                                                                                                 | 88       | (en)   |
| 2 février           | Károly Palotai                       | Footballeur hongrois, champion aux Jeux olympiques d'été de 1964.                                                        | 82       | (hu)   |
| 2 février           | Francisque Perrut                    | Homme politique français.                                                                                                | 97       |        |
| 2 février           | Jean-Luc Sarré                       | Écrivain français. | 73       |        |
| 4 février           | Alan Baker                           | Mathématicien britannique.                                                                                               | 78       | (en)   |
| 4 février           | Patrice Barrat                       | Écrivain et cinéaste français.                                                                                           | 60       |        |
| 4 février           | Jack Davis                           | Militaire et homme politique américain.                                                                                  | 82       | (en)   |
| 4 février           | Hamidou Dia                          | Écrivain et philosophe sénégalais.                                                                                       | 64       |        |
| 4 février           | Kenneth Haigh                        | Acteur britannique. | 86       | (en)   |
| 4 février           | Edwin Jackson                        | Joueur de foot U.S. américain.                                                                                           | 26       | (en)   |
| 4 février           | John Mahoney                         | Acteur américain d'origine britannique.                                                                                  | 77       | (en)   |
| 4 février           | Esmond Martin                        | Géographe et conservationniste américain.                                                                                | 76       | (en)   |
| 4 février           | Nat Neujean                          | Sculpteur belge. | 95       |        |
| 5 février           | Benmostefa Benaouda                  | Homme politique algérien.                                                                                                | 92       |        |
| 5 février           | Margot Duhalde                       | Aviatrice franco-chilienne.                                                                                              | 97       |        |
| 5 février           | Ladislav Kačáni                      | Footballeur tchécoslovaque.                                                                                              | 86       | (cs)   |
| 5 février           | Yoshihide Kozai                      | Astrophysicien japonais.                                                                                                 | 89       | (ja)   |
| 5 février           | Gianfranco Lazzaro                   | Journaliste, poète et écrivain italien.                                                                                  | 87       | (it)   |
| 5 février           | Mathieu Riboulet                     | Écrivain français. | 57       |        |
| 5 février           | Zeno Roth (en)                       | Guitariste allemand de blues et métal.                                                                                   | 61       |        |
| 6 février           | Liliana Bodoc                        | Écrivaine argentine de fantasy.                                                                                          | 59       | (es)   |
| 6 février           | Bernard Darmet                       | Coureur cycliste sur route français.                                                                                     | 72       |        |
| 6 février           | Donald Lynden-Bell                   | Astrophysicien britannique.                                                                                              | 82       | (en)   |
| 6 février           | André Philippot                      | Footballeur français. | 98       |        |
| 6 février           | Philippe Richer                      | Diplomate et historien français.                                                                                         | 94       |        |
| 6 février           | Brunello Spinelli                    | Joueur de water-polo italien, champion aux Jeux olympiques d'été de 1960.                                                | 78       | (it)   |
| 6 février           | John Anthony West                    | Écrivain de science-fiction américain.                                                                                   | 85       | (en)   |
| 7 février           | Brahim Akhiat                        | Écrivain et homme politique marocain.                                                                                    | 77       |        |
| 7 février           | John Perry Barlow                    | Poète, essayiste et parolier américain.                                                                                  | 70       | (en)   |
| 7 février           | Waltraud Kretzschmar                 | Handballeuse allemande (RDA), médaillée d'argent et de bronze olympique (1976, 1980).                                    | 70       | (de)   |
| 7 février           | Charles Marchetti                    | Footballeur français. | 75       |        |
| 7 février           | Herman Ferdinandus Maria Münninghoff | Prélat franciscain indonésien.                                                                                           | 96       | (en)   |
| 7 février           | Pat Torpey                           | Batteur de rock américain.                                                                                               | 64       | (en)   |
| 8 février           | Jarrod Bannister                     | Athlète australien. | 33       | (en)   |
| 8 février           | Paul Danblon                         | Journaliste scientifique belge.                                                                                          | 86       |        |
| 8 février           | Marie Gruber                         | Actrice allemande. | 62       | (de)   |
| 8 février           | Carlos Robles Piquer                 | Homme politique espagnol.                                                                                                | 92       | (es)   |
| 8 février           | Gary Seear                           | Joueur de rugby à XV néo-zélandais.                                                                                      | 65       | (en)   |
| 8 février           | Lovebug Starski                      | Rappeur, disc jockey et producteur américain.                                                                            | 57       | (en)   |
| 9 février           | Reg E. Cathey                        | Acteur américain. | 59       | (en)   |
| 9 février           | John Gavin                           | Acteur américain. | 86       | (en)   |
| 9 février           | István Hevesi                        | Joueur hongrois de water-polo, champion et médaillé de bronze olympique (1956, 1960).                                    | 86       | (hu)   |
| 9 février           | Jóhann Jóhannsson                    | Musicien, compositeur et producteur islandais.                                                                           | 48       | (en)   |
| 9 février           | Bernard Koura                        | Peintre français. | 94       |        |
| 9 février           | Ludovic Marcos                       | Historien et écrivain français.                                                                                          | 66       |        |
| 9 février           | Liam Miller                          | Footballeur irlandais.                                                                                                   | 36       | (en)   |
| 9 février           | Henryk Niedźwiedzki                  | Boxeur polonais, médaillé de bronze aux Jeux olympiques d'été de 1956.                                                   | 84       | (pl)   |
| 9 février           | Bruno Rossetti                       | Tireur de skeet italien, médaillé de bronze aux Jeux olympiques d'été de 1992.                                           | 57       | (it)   |
| 10 février          | Walter Boucquet                      | Cycliste belge. | 76       |        |
| 10 février          | Antoine Culioli                      | Linguiste français. | 93       |        |
| 10 février          | Médoune Diallo                       | Chanteur et auteur-compositeur sénégalais.                                                                               | 68       |        |
| 10 février          | Michiko Ishimure                     | Écrivaine japonaise. | 90       | (en)   |
| 11 février          | Vic Damone                           | Chanteur et acteur américain.                                                                                            | 89       | (en)   |
| 11 février          | Asma Jahangir                        | Juriste et militante des droits humains pakistanaise.                                                                    | 66       | (en)   |
| 11 février          | Nicholas Shehadie                    | Joueur de rugby à XV australien.                                                                                         | 91       | (en)   |
| 11 février          | Raymond Vautherin                    | Linguiste valdôtain. | 82       | (it)   |
| 12 février          | Jean-Jacques Béchio                  | Homme politique ivoirien.                                                                                                | 68       |        |
| 12 février          | Bill Crider                          | Écrivain américain. | 76       | (en)   |
| 12 février          | Leo Falcam                           | Homme politique micronésien, 5e Président des États Fédérés de Micronésie.                                               | 82       | (en)   |
| 12 février          | Giuseppe Galasso                     | Historien et homme politique italien.                                                                                    | 88       | (it)   |
| 12 février          | Jef Geys                             | Photographe, plasticien et peintre belge.                                                                                | 83       | (en)   |
| 12 février          | Louise Latham                        | Actrice américaine. | 95       | (en)   |
| 12 février          | Fethia Mzali                         | Femme politique tunisienne.                                                                                              | 90       |        |
| 12 février          | Monique Van Tichelen                 | Femme politique belge.                                                                                                   | 87       |        |
| 12 février          | Françoise Xenakis                    | Journaliste et écrivaine française.                                                                                      | 87       |        |
| 13 février          | Joseph Bonnel                        | Footballeur et entraîneur français.                                                                                      | 79       |        |
| 13 février          | Henri de Laborde de Monpezat         | Prince consort de Danemark d'origine française.                                                                          | 83       |        |
| 13 février          | Dobri Dobrev                         | Philanthrope bulgare. | 103      | (bg)   |
| 13 février          | Victor Milán                         | Écrivain américain. | 63       |        |
| 13 février          | Nini Theilade                        | Danseuse étoile, chorégraphe et pédagogue danoise.                                                                       | 102      | (da)   |
| 14 février          | Antoni Krauze                        | Réalisateur et scénariste polonais.                                                                                      | 78       | (eu)   |
| 14 février          | Ruud Lubbers                         | Homme d'État néerlandais.                                                                                                | 78       | (en)   |
| 14 février          | Helmut Sinn                          | Pilote d'aviation et entrepreneur allemand.                                                                              | 101      | (de)   |
| 14 février          | Morgan Tsvangirai                    | Homme d'État zimbabwéen.                                                                                                 | 65       |        |
| 15 février          | Pier Paolo Capponi                   | Acteur et scénariste italien.                                                                                            | 79       | (eu)   |
| 15 février          | Jacques Hébert                       | Militaire, médecin et homme politique français.                                                                          | 97       |        |
| 15 février          | Gian Paolo Mele                      | Chef d'orchestre et compositeur Italien.                                                                                 | 72       | (it)   |
| 15 février          | David Michener                       | Animateur américain. | 85       | (en)   |
| 15 février          | Daniel Vernet                        | Journaliste français. | 72       |        |
| 16 février          | Napoleón Abueva                      | Sculpteur philippin. | 88       | (en)   |
| 16 février          | Jean-François Comte                  | Peintre français. | 85       |        |
| 16 février          | Georges Gros                         | Enseignant et écrivain français.                                                                                         | 95       |        |
| 16 février          | Gaston Naessens                      | Biologiste français. | 94       |        |
| 17 février          | Yaakov Ben Yezri                     | Homme politique israélien.                                                                                               | 91       | (en)   |
| 17 février          | Nazif Mujić                          | Acteur rom bosnien. | 47       |        |
| 17 février          | Miguel Pacheco                       | Coureur cycliste espagnol.                                                                                               | 86       |        |
| 17 février          | Daniel Quinn                         | Écrivain américain. | 82       | (en)   |
| 18 février          | Günter Blobel                        | Biologiste allemand. | 81       | (de)   |
| 18 février          | José Luis Elejalde                   | Joueur de football cubain.                                                                                               | 67       | (es)   |
| 18 février          | Victor Franco                        | Écrivain et journaliste français.                                                                                        | 88       |        |
| 18 février          | Bernard Kleindienst                  | Documentariste français.                                                                                                 | 72       |        |
| 18 février          | Didier Lockwood                      | Violoniste français. | 62       |        |
| 18 février          | Idrissa Ouedraogo                    | Réalisateur burkinabè.                                                                                                   | 64       |        |
| 18 février          | Pavel Panov                          | Footballeur puis entraîneur bulgare.                                                                                     | 67       | (en)   |
| 19 février          | Sergey Litvinov                      | Athlète de lancers de marteau soviétique puis russe et biélorusse, champion et médaillé d'argent olympique (1980, 1988). | 60       |        |
| 19 février          | Gérard Nahon                         | Historien français. | 87       |        |
| 19 février          | Geoff Pimblett                       | Joueur de rugby à XIII britannique.                                                                                      | 73       | (en)   |
| 19 février          | Yuriy Tyukalov                       | Rameur soviétique puis russe, champion et médaillé d'argent olympique (1952, 1956, 1960).                                | 87       |        |
| 20 février          | Georges Alexandre                    | Footballeur français. | 82       |        |
| 20 février          | Jean Bojko                           | Metteur en scène et poète français.                                                                                      | 68       |        |
| 20 février          | Lucien Bouchardeau                   | Arbitre nigérien de football.                                                                                            | 56       |        |
| 20 février          | Jiichirō Date                        | Lutteur japonais, champion olympique aux Jeux olympiques d'été de 1976.                                                  | 66       | (ja)   |
| 20 février          | Herbert Ehrenberg                    | Homme politique allemand.                                                                                                | 91       | (de)   |
| 20 février          | Arnaud Geyre                         | Cycliste sur route français, champion aux Jeux olympiques d'été de 1956.                                                 | 82       |        |
| 20 février          | Tōta Kaneko                          | Poète japonais. | 98       | (ja)   |
| 20 février          | Waldo Tobler                         | Cartographe américano-suisse.                                                                                            | 87-88    |        |
| 21 février          | Emma Chambers                        | Actrice britannique. | 53       |        |
| 21 février          | Dominique Corbasson                  | Illustratrice française.                                                                                                 | 59       |        |
| 21 février          | Billy Graham                         | Théologien et prédicateur chrétien évangélique américain.                                                                | 99       |        |
| 21 février          | Michel Guillou                       | Homme politique français.                                                                                                | 79       |        |
| 21 février          | Taïeb Louhichi                       | Réalisateur tunisien. | 69       |        |
| 21 février          | Joseph Léon                          | Auteur-compositeur-interprète libanais.                                                                                  | 43       |        |
| 21 février          | Suzanne Orts                         | Résistante française. | 90       |        |
| 21 février          | Ren Osugi                            | Acteur japonais. | 66       | (en)   |
| 22 février          | Nanette Fabray                       | Actrice américaine. | 97       | (en)   |
| 22 février          | Forges                               | Auteur de bande dessinée et dessinateur de presse espagnol.                                                              | 76       | (es)   |
| 22 février          | Li Ching                             | Actrice chinoise. | 69       | (en)   |
| 22 février          | Nadine Salembier                     | Femme d'affaires belge.                                                                                                  | 85       |        |
| 22 février          | Richard E. Taylor                    | Physicien canadien. | 88       | (en)   |
| 23 février          | Vijaya Dabbe                         | écrivaine de langue kannada                                                                                              | 66       | (en)   |
| 23 février          | Lewis Gilbert                        | Réalisateur, scénariste, producteur et acteur britannique.                                                               | 97       | (en)   |
| 23 février          | Gilles Valdès                        | Artiste français. | 93       |        |
| 24 février          | Getulio Alviani                      | Peintre italien. | 78       | (it)   |
| 24 février          | Göran Ax                             | Pilote de vol à voile suédois.                                                                                           | 74       | (sv)   |
| 24 février          | Mady de La Giraudière                | Peintre française. | 95       |        |
| 24 février          | Durward Knowles                      | Marin bahaméen, champion et médaillé de bronze olympique (1956, 1964).                                                   | 100      | (en)   |
| 24 février          | Bud Luckey                           | Artiste américain. | 83       |        |
| 24 février          | James McIntosh                       | Rameur d'aviron américain, médaillé d'argent aux Jeux olympiques d'été de 1956.                                          | 87       | (en)   |
| 24 février          | Erich Padalewski                     | Acteur autrichien. | 87       | (de)   |
| 24 février          | Folco Quilici                        | Écrivain, réalisateur et scénariste italien.                                                                             | 87       | (it)   |
| 24 février          | Sridevi                              | Actrice indienne. | 54       | (en)   |
| 24 février          | Óscar Julio Vian Morales             | Ecclésiastique catholique guatémaltèque, archevêque de Santiago de Guatemala de 2010 à sa mort.                          | 70       | (en)   |
| 25 février          | Danilo Florencio                     | Joueur et entraîneur philippin de basket-ball.                                                                           | 70       | (en)   |
| 25 février          | Laurent Troude                       | Photojournaliste français.                                                                                               | 50       |        |
| 25 février          | Tsvetan Veselinov                    | Footballeur bulgare, médaillé d'argent aux Jeux olympiques d'été de 1968.                                                | 70       | (bg)   |
| 25 février          | Penny Vincenzi                       | Écrivaine anglaise d'origine italienne.                                                                                  | 78       | (en)   |
| 26 février          | Marthe Asselin-Vaillancourt          | Citoyenne canadienne impliquée socialement.                                                                              | 86       |        |
| 26 février          | Li Boguang                           | Avocat chinois. | 49       | (zh)   |
| 26 février          | Alain Gérard                         | Homme politique français, ancien député, sénateur et maire de Quimper.                                                   | 80       |        |
| 26 février          | Juan Hidalgo Codorniu                | Compositeur avant-gardiste espagnol.                                                                                     | 90       | (es)   |
| 26 février          | Elfriede Irrall                      | Actrice autrichienne. | 80       | (de)   |
| 26 février          | Annick Lagadec                       | Journaliste française.                                                                                                   | 67       |        |
| 26 février          | Benjamin Melniker                    | Producteur de cinéma américain.                                                                                          | 104      | (en)   |
| 26 février          | Pierre Olivier                       | Peintre français. | 89       |        |
| Avant le 27 février | Henri Leonetti                       | Footballeur français. | 81       |        |
| 27 février          | Joseph Bagobiri                      | Ecclésiastique catholique nigérian.                                                                                      | 60       | (en)   |
| 27 février          | Ronald Douglas                       | Mathématicien américain.                                                                                                 | 79       | (en)   |
| 27 février          | Luciano Benjamín Menéndez            | Général argentin. | 90       | (en)   |
| 27 février          | Quini                                | Footballeur espagnol. | 68       |        |
| 27 février          | Hugo Santiago                        | Réalisateur argentin. | 78       | (es)   |
| 27 février          | Jacqueline Vaudecrane                | Patineuse artistique et entraîneuse française.                                                                           | 104      |        |
| 28 février          | Amand Dalem                          | Homme politique belge.                                                                                                   | 79       |        |
| 28 février          | Geneviève Duboscq                    | auteure française. | 84       |        |
| 28 février          | Antonio García-Trevijano             | Juriste, avocat, homme politique et critique d'art espagnol.                                                             | 90       | (es)   |
| 28 février          | Lilyan Kesteloot                     | Chercheuse belge. | 87       |        |
| 28 février          | Pierre Milza                         | Historien français. | 85       |        |
| 28 février          | Albert Mkrtchyan                     | Réalisateur, scénariste et acteur arménien.                                                                              | 85       | (hy)   |
| 28 février          | Angela Ricci Lucchi                  | Peintre et réalisatrice italienne.                                                                                       | 75 ou 76 |        |
| 28 février          | Ștefan Tașnadi                       | Haltérophile roumain, médaillé d'argent aux Jeux olympiques d'été de 1984.                                               | 64       | (ro)   |